# Kersey Upland
Kersey Upland ist ein Weiler in der Gemeinde Kersey, im District Babergh in der Grafschaft Suffolk, England.
Kersey Upland verfügt über 5 denkmalgeschützte Gebäude: Boxford Road Farmhouse, Hart’s Cottage, Sampson’s Hall, The Forge und West Sampson’s Hall.